# Liste der denkmalgeschützten Objekte in Ottenschlag (Niederösterreich)
Die Liste der denkmalgeschützten Objekte in Ottenschlag enthält die denkmalgeschützten, unbeweglichen Objekte der Gemeinde Ottenschlag.

## Denkmäler
| Foto |                 | Denkmal                                                                   | Standort                                       | Beschreibung | Metadaten |
| ---- | --------------- | ------------------------------------------------------------------------- | ---------------------------------------------- | --- | --- |
| ja   | Datei hochladen | Kath. Pfarrkirche hl. Jakobus der Ältere HERIS-ID: 62927 Objekt-ID: 75521 | vor Oberer Markt 14 Standort KG: Ottenschlag   | Im Kern spätgotisch. 1490 urkundlich erwähnt. 1696 nach einem Brand neu errichtet und vergrößert. 1908 renoviert.                                                                                     | BDA-Hist.: Q38101698 Status: § 2a Stand der BDA-Liste: 2025-06-30 Name: Kath. Pfarrkirche hl. Jakobus der Ältere GstNr.: .43 Pfarrkirche Ottenschlag                        |
| ja   | Datei hochladen | Schloss Ottenschlag HERIS-ID: 11243 Objekt-ID: 7325                       | Schloß 1 Standort KG: Ottenschlag              | Ehemaliges Wasserschloss, ab 1523 erbaut unter Wolfgang von Rogendorf. 1904 in eine Fabrik umgewandelt, von 1931 bis 1986 im Besitz des Stiftes Göttweig, dann im Besitz des Landes Niederösterreich. | BDA-Hist.: Q38093380 Status: Bescheid Stand der BDA-Liste: 2025-06-30 Name: Schloss Ottenschlag GstNr.: 142/1, 148 Schloss Ottenschlag                                      |
| ja   | Datei hochladen | Figurenbildstock hl. Johannes Nepomuk HERIS-ID: 11244 Objekt-ID: 7326     | Johannesgasse 11, bei Standort KG: Ottenschlag | Neuer Bau mit barocker Nepomuk-Figur aus der Mitte des 18. Jahrhunderts. | BDA-Hist.: Q38093479 Status: § 2a Stand der BDA-Liste: 2025-06-30 Name: Figurenbildstock hl. Johannes Nepomuk GstNr.: 232 Figurenbildstock hl. Johannes Nepomuk Ottenschlag |